# Адамс, Акор
Акор Джером Адамс (англ. Akor Jerome Adams; род. 29 января 2000, Бенуэ) — нигерийский футболист, нападающий клуба «Севилья».

## Клубная карьера
Адамс — воспитанник футбольной академии «Джамба». В 2018 году Акор подписал контракт с норвежским клубом «Согндал». 28 августа в матче против «Мьёндалена» он дебютировал в Первом дивизионе Норвегии. 21 октября в поединке против «Асане» Акор забил свой первый гол за «Согндал». В начале 2022 года Адамс перешёл в «Лиллестрём», подписав контракт на 3 года. 2 апреля в матче против «Хам-Кам» он дебютировал в Типпелиге. В этом же поединке Акор забил свой первый гол за «Лиллестрём». 
В Августе 2023 года подписал контракт с французским клубом «Монпелье». 13 августа дебютировал в Чемпионате Франции в матче против клуба «Гавр», отыграв на поле 77 минут и забив два гола. 

## Международная карьера
В 2019 году в составе молодёжной сборной Нигерии Адамс принял участие в молодёжном чемпионате мира в Польше. На турнире он сыграл в матчах против команд Катара и США